# 종려주일
종려주일(棕櫚主日, 영어: Palm Sunday), 성지주일(聖枝主日) 또는 주님 수난 성지주일은 예수가 십자가형을 앞두고 예루살렘으로 입성할 때, 군중들의 환영을 받은 일에 대한 기독교의 기념일이다. 매년 부활절 일주일을 앞둔 일요일로, 이 날부터 7일간은 성(聖)주간으로 그리스도의 고난을 기념하는 고난주간으로 지킨다. 교회는 이때 성경를 읽고 묵상하며, 교파에 따라 종려나무가지를 기념하는 의미의 나뭇가지를 나눈다. 가톨릭교회의 경우 이 때 나눈 가지는 집으로 가지고 돌아가 십자고상에 걸어 놓았다가 다음 해의 재의 수요일에 태워서 재를 만들어 사용한다.
| 연도   | 서양력   | 동양력   |
| ------ | -------- | -------- |
| 2022년 | 4월 10일 | 4월 17일 |
| 2023년 | 4월 2일  | 4월 9일  |
| 2024년 | 3월 24일 | 4월 28일 |
| 2025년 | 4월 13일 | 4월 13일 |
| 2026년 | 3월 29일 | 4월 5일  |
| 2027년 | 3월 21일 | 4월 25일 |
| 2028년 | 4월 9일  | 4월 9일  |

## 성경적 배경과 그 해석

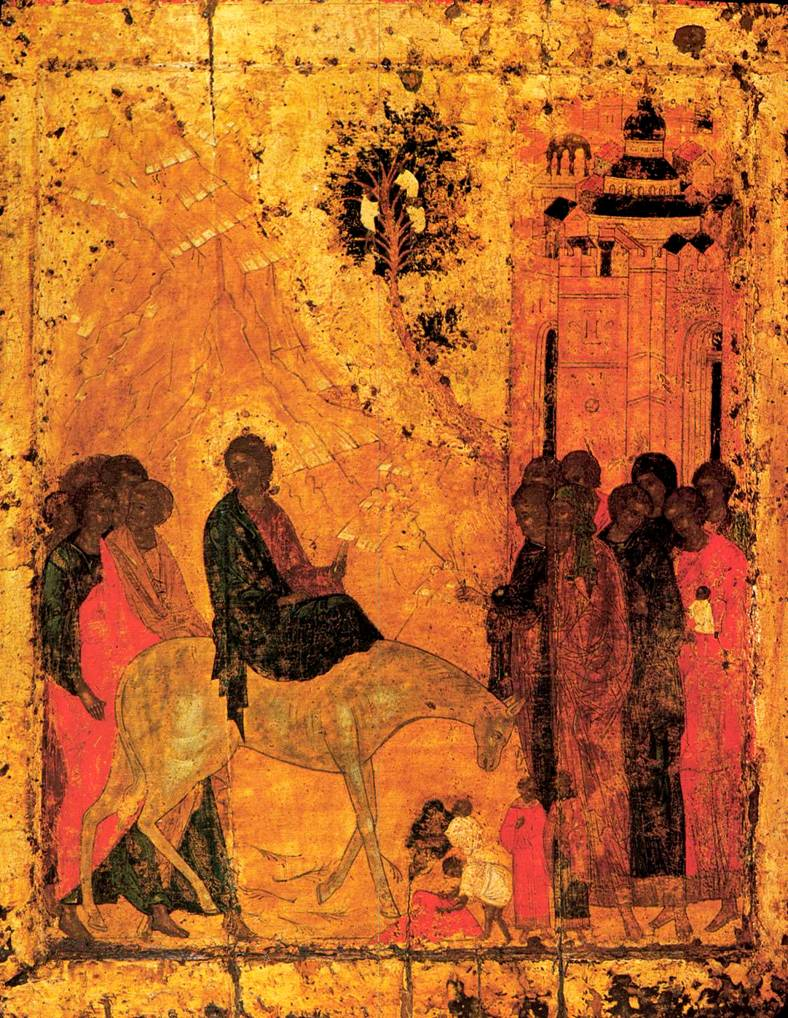
예루살렘 입성을 묘사한 러시아 정교회의 이콘.

네 권의 복음서가 모두 예수가 부활하기 일주일 전 예루살렘에 입성하였음을 기록하고 있다. 개중 요한의 복음서는 이를 유월절 6일 전으로 기록한다.
베타니아의 라자로의 부활 사건은 요한의 복음서에서 예루살렘 입성으로부터 한 장 앞에서 언급된다. 동방 정교회와 동방 가톨릭교회는 비잔틴 전례를 따라 라자로의 토요일에 복음서의 본문을 따라 이를 기념한다.
마태오의 복음서에서는 즈가리야서 9장 9절의 "시온의 딸아 크게 기뻐할지어다 예루살렘의 딸아 즐거이 부를지어다 보라 네 왕이 네게 임하시나니 그는 공의로우시며 구원을 베푸시며 겸손하여서 나귀를 타시나니 나귀의 작은 것 곧 나귀 새끼니라"라는 예언이 실현될 것이라고 말하는데, 이는 예수가 자신이 이스라엘의 왕이라고 선포하는 것임을 나타낸다.

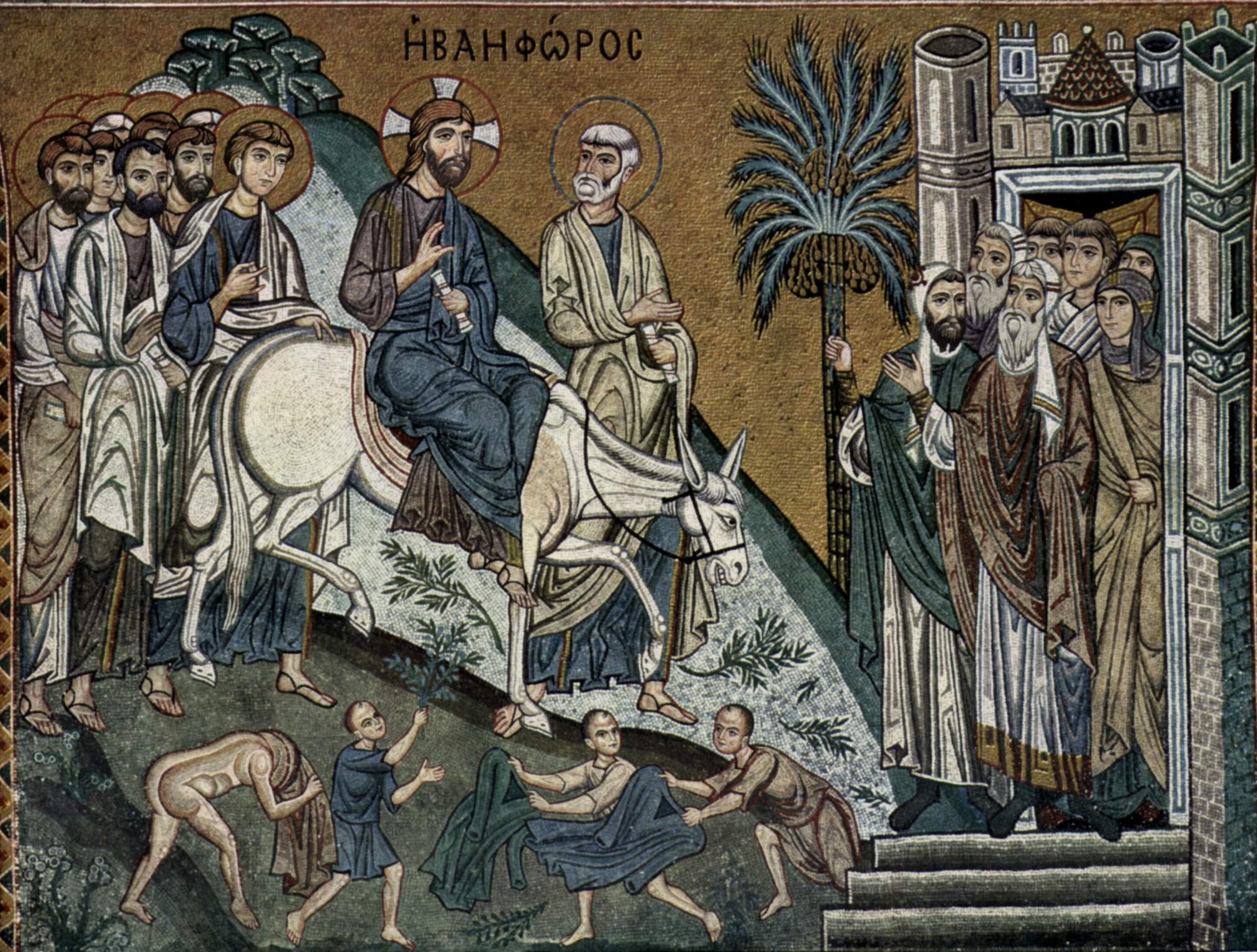
그리스도의 예루살렘의 입성을 묘사한 그림

네 복음서에 의하면 예수 그리스도는 나귀를 타고 예루살렘으로 들어갔고, 군중들은 예수의 앞에 망토와 작은 나뭇가지들을 내려 놓으며 시편 118편 25-26절을 송영하였다.
나귀는 레반트 지역에서 전쟁의 동물인 말에 대비되는 존재로 평화를 상징한다. 왕은 전쟁에 나설 때 말을 타고, 승리 후 평화의 소식을 전하며 입성할 때에는 나귀를 타던 것으로 여겨진다. 따라서 예수가 예루살렘에 나귀를 타고 입성한 것은 전쟁을 즐기는 왕이 아니라 평화의 왕으로서 입성한 것을 나타낸다고 보는 견해가 있다.
루가의 복음서 19장 41절에서 예수가 예루살렘에 다가갈 때, 도시를 바라보며 눈물을 흘렸음이 기록되어 있는데 이 사건을 라틴어로는 Flevit super iillam이라 한다. 이는 예수의 십자가형과 제2성전의 파괴를 예언하는 것으로 해석된다.
고대 근동에서는, 어떤 식으로든 최고의 명예를 누릴 가치가 있다고 생각되는 사람이 지나갈 때에는 그 길의 흙을 다른 무언가로 덮는 관습이 있었다. 구약성경에 의하면 여호사밧의 아들 예후가 이런 대접을 받았다. 공관복음서와 요한의 복음서는 모두 군중이 예수에게 이런 형태의 예절을 갖추어 주었다고 기록한다. 공관복음서에서 사람들은 겉옷과 나뭇가지를 길에 덮은 것으로 묘사되는 반면, 요한복음에서는 종려나무의 잎사귀를 덮었다고 묘사한다.
종려나무는 레위기 23장 40절에서 초막절에 야훼를 기념하는데 사용되는 네 종의 식물 중 하나이다. 로마 제국의 문화에서도 종려나무 가지는 승리의 상징이었다. 이는 니케나 빅토리아 여신의 가장 흔한 상징이기도 하였다. 동시기 로마인들에게 이 행렬은 로마의 개선행렬을 떠올리게 했을 것이다.
바울로 서신에서 예수를 승리자로 언급하는 까닭에 현대에는 예루살렘 입성이 승리의 행렬로 해석되지만, 13세기 이전에는 예루살렘 입성이 같은 의미에서 승리의 행진으로 여겨지기만 한 것은 아니다. 고대 이집트 종교에서 종려나무는 장례 행렬에 동원되어 영원한 생명을 상징했다.

## 같이 보기
- 성주간
- 부활절
- 예루살렘으로의 승리의 입성